# هيرمان بال
هيرمان بال (بالإنجليزية: Herman Ball) هو لاعب كرة قدم أمريكية أمريكي، ولد في 9 مايو 1910، وتوفي في 12 يناير 1999.